# Pascendi Dominici gregis
La Pascendi Dominici gregis (spesso citata più brevemente come Pascendi) è una celebre enciclica di Papa Pio X, datata 8 settembre del 1907.

## Sintesi del contenuto
L'enciclica fu redatta, sotto l'autorità di Pio X, da monsignor Vincenzo Sardi di Rivisondoli, segretario dei Brevi ai Principi, a partire dagli elaborati iniziali di Joseph Lemius, procuratore generale degli Oblati di Maria Immacolata, e del cardinale cappuccino José de Calasanz Félix Santiago Vives y Tutó.
Con essa, come già in precedenza col decreto Lamentabili sane exitu, la Chiesa cattolica con Pio X condanna fermamente il movimento modernista, rappresentato tra parecchi altri da Alfred Loisy, che tenta di conciliare la filosofia moderna e la fede cattolica fondandosi su presupposti soggettivistici di varia derivazione (in particolare, sul criticismo kantiano).
Secondo l’enciclica, il modernismo si basa su alcuni presupposti filosofici, errati:
- L'agnosticismo: la dottrina (di origine kantiana) per cui la ragione umana è ristretta al campo dei fenomeni, e non può innalzarsi al divino; Dio non può dunque essere soggetto della scienza o della storia, che devono mantenersi atee;
- La cosiddetta "immanenza vitale": ossia l'idea che la religione, non potendo venire da una rivelazione esterna, abbia origine dall'interno dell'uomo, ossia da un bisogno del divino, che fa nascere nell'animo un sentimento religioso, che sarebbe la fede;
- L'evoluzionismo: l'idea che anche nella religione tutto (i dogmi, la chiesa, il culto, i sacramenti, i libri sacri ecc.) muta, progredisce, in base alle vicende storiche e ai bisogni che la vita pone di volta in volta.
Quest'ultimo presupposto si applica in particolare ai dogmi, che i modernisti considerano non come "verità cadute dal cielo", ma come simboli, sempre inadeguati, rispetto all'oggetto (le realtà divine) e come strumenti rispetto al credente, al quale devono essere utili; formule che, per mantenersi vitali, possono essere cambiate.

Secondo l'enciclica, i modernisti sono spesso persone dalla condotta austera e di grande cultura: 
 Ma la dottrina da loro propugnata è condannata senz'appello, come destinata a portare alla rovina della Chiesa e della fede: per papa Sarto il modernismo non è solo un'eresia, ma addirittura la «sintesi di tutte le eresie» (omnium haereseon conlectum). 
In particolare è condannato, nell'interpretazione delle Scritture, non il metodo storico-critico, allora agli albori, in sé, ma una sua interpretazione razionalistica e naturalistica, disancorata dal magistero della Chiesa, in particolare laddove arrivi a sovvertire le verità tradizionali del cattolicesimo, per esempio distinguendo il "Gesù storico" dal "Cristo della fede".